# Raw and Live
A Raw and Live az angol Sex Pistols punkegyüttes dupla koncertlemeze 2005-ből.

## Az album dalai
Első lemez
1. Pretty Vacant
2. No Feelings
3. I Wanna Be Me
4. I'm a Lazy Sod
5. Submission
6. C'mon Everybody
7. Search and Destroy
8. Anarchy in the U.K.
9. Satellite
10. No Lip
11. Bill Grundy Interview (Dialogue)

Második lemez
1. Somethin' Else (koncertfelvétel a londoni Electric Ballroom-ból, 1978; Sid Vicious)
2. C'mon Everybody (Sid Vicious)
3. Stepping Stone (Sid Vicious)
4. No Lip (Sid Vicious)
5. I Wanna Be Your Dog (Sid Vicious)
6. Belsen Was a Gas (Sid Vicious)
7. Chatterbox (Sid Vicious)
8. Tight Pants (Sid Vicious)
9. My Way (Sid Vicious)
10. Search and Destroy (Sid Vicious)
11. My Way (alternatív változat; Sid Vicious)